# Nicolás Villafañe
Nicolás Gastón Villafañe (Buenos Aires, Argentina, 19 de mayo de 1988) es un futbolista argentino. Se desempeña como volante o lateral izquierdo y su equipo es el C. D. Toledo de la Segunda División RFEF.
Es hermano mellizo del también futbolista Santiago Villafañe, que actualmente se encuentra en el fútbol de Grecia.

## Trayectoria
Se inició en las inferiores de Boca Juniors, jugando torneos de juveniles de la AFA. Pero no debutó en el primer equipo y fue enviado a préstamo, al Figline del ascenso italiano por un semestre. Luego se quedó sin equipo y fichó por el Olaria de la Liga Carioca Brasileña donde juega todo el 2011. En el 2012, se confirma su llegada al San Marcos de Arica de la Primera B de Chile, con el afán de llevar a su equipo, a la Primera División de ese país, lo cual consigue tras ganar el campeonato de Apertura y Clausura 2012. En 2013 ficha en Santiago Morning . Luego vuelve a Europa para jugar en Sanluqueño de España , 6 meses más tarde llega a Grecia a Panachaiki donde logra hacer muy buena campaña . En el 2014 llega a Episkopi en la segunda división del fútbol griego donde juega todo el año. 2015 ficha por Panelefsiniakos.

### Estudiantes de Mérida F.C
Con motivo de la temporada venidera 2017 del balompié venezolano de Primera División, se convierte en jugador del Estudiantes de Mérida Fútbol Club, siendo confirmado como el quinto refuerzo de cara al Torneo Apertura 2017, firmando un contrato que lo liga a la institución por un año.

### Asteras Vlachioti
En septiembre del año 2017, se convierte en nuevo refuerzo del conjunto griego.

## Clubes
| Club                      | País      | Año       | PJ | Goles |
| ------------------------- | --------- | --------- | -- | ----- |
| Boca Juniors              | Argentina | 2006-2010 | 0  | 0     |
| Figline                   | Italia    | 2010      | 0  | 0     |
| Olaria                    | Brasil    | 2011      | 0  | 0     |
| San Marcos de Arica       | Chile     | 2012      | 32 | 4     |
| Santiago Morning          | Chile     | 2013      | 10 | 0     |
| Atlético Sanluqueño       | España    | 2013      | 13 | 0     |
| Panachaiki                | Grecia    | 2014-2015 | 10 | 3     |
| Episkopi                  | Grecia    | 2014–2015 | 28 | 3     |
| Panelefsiniakos F.C.      | Grecia    | 2015-2016 | 8  | 3     |
| Sparti FC                 | Grecia    | 2016      | 0  | 0     |
| AEZ Zakakiou              | Chipre    | 2016-2017 | 9  | 1     |
| Estudiantes de Mérida F.C | Venezuela | 2017      | 9  | 0     |
| Asteras Vlachioti         | Grecia    | 2017-2018 | 0  | 0     |
| Cooma Football Club       | Australia | 2018      | 0  | 0     |
| AEZ Zakakiou              | Chipre    | 2018-2019 | 0  | 0     |
| OF Ierapetra FC           | Grecia    | 2019      | 0  | 0     |
| AO Diavolitsiou           | Grecia    | 2019-2020 | 0  | 0     |
| AS Fokikos                | Grecia    | 2020-2021 | 0  | 0     |
| Club Deportivo Toledo     | España    | 2021 -    | 0  | 0     |

## Títulos

### Nacionales
| Título    | Club                | País  | Año  |
| --------- | ------------------- | ----- | ---- |
| Primera B | San Marcos de Arica | Chile | 2012 |